# Chocho
El chocho, chocholteca, chuchon o chochon, és una llengua otomang que es parla en les localitats de Santa María Nativitas, San Juan Bautista Coixtlahuaca, San Martín Toxpalán i San Miguel Tulancingo a Oaxaca.

## Classificació
El chocho és una llengua que al costat del popoloca pertany al grup chocho-popoloca i aquest a les llengües popolocanes pertanyent al gran tronc otomang.

## Estatus oficial
Aquesta llengua juntament amb totes les llengües indígenes de Mèxic i l'espanyol van ser reconegudes com a "llengües nacionals" gràcies a la Ley General de Derechos Lingüísticos de los Pueblos Indígenas promulgada l'any 2003.

## Variants
D'acord amb l'INALI, existeixen tres variants:
1. Chocho de l'est o Ngiba, parlat per unes 180 persones a Ocotlán, San Miguel Tulancingo, San Francisco Teopan, etc.
2. Chocho de l'oest o Ngigua, parlat per unes 62 persones a San Miguel Huautla, Santa María Nativitas.
3. Chocho del sur o Ngiba, parlat per unes 200 persones a San Juan Bautista Coixtlahuaca, i en una localitat de San Miguel Chicahua.

## Fonologia
Les taules següents contenen els fonemes de l'idioma chocho.

### Vocals
|         | Anterior | Central | Posterior |
| ------- | -------- | ------- | --------- |
| Tancada | i        |         | u         |
| Mitjana | e        |         | o         |
| Oberta  |          | a       |           |

### Qualitat de les vocals
El chocho compta amb cinc vocals bàsiques. Cadascuna d'elles pot ser nasal [ã]. També tenen vocasls orals i nasals glotalitzades [aʔ], [ãʔ], [aʔa] y [ãʔã].

### Consonants
|                  | Bilabial | Labiodental | Dental | Alveolar | Post- alveolar | Retroflexa | Palatal | Velar | Glotal |
| ---------------- | -------- | ----------- | ------ | -------- | -------------- | ---------- | ------- | ----- | ------ |
| Oclusiva         | p b      |             |        | t d      |                |            |         | k g   | ʔ      |
| Fricativa        |          | f           | θ      | s z      | ʃ ʒ            | ʂ ʐ        |         | x     |        |
| Africada         |          |             |        | ts͡       | tʃ͡             | tʂ͡         |         |       |        |
| Nasal            | m        | n           |        |          |                |            |         |       |        |
| Vibrant múltiple |          |             |        | r        |                |            |         |       |        |
| Vibrant simple   |          |             |        | ɾ        |                |            |         |       |        |
| Lateral          |          |             |        | l        |                |            |         |       |        |

### Tons
L'idioma chocho, igual que altres llengües otomang, és una llengua tonal. Té tres tons bàsics. El to 3 és alt; 2 és to mitjà i 1 és to baix.
3 (á)
2 (ā)
1 (à)
Compta amb tres tons de contorn:
To alt descendent [â]
Tons mitjà ascendent [aá]
To baix ascendent [ǎ]

## Característiques
Quant a la seva alineament morfosintàctic és una llengua de tipus actiu-inactiva, on l'ús de pronoms i el tractament de subjecte d'una oració intransitiva depèn del significat d'aquest verb.